# 8455 Johnrayner
8455 Johnrayner è un asteroide della fascia principale. Scoperto nel 1981, presenta un'orbita caratterizzata da un semiasse maggiore pari a 2,6405128 UA e da un'eccentricità di 0,1911569, inclinata di 5,14627° rispetto all'eclittica.